# Неровнино
Неровнино (укр. Неровнине) — село,
Буйвалевский сельский совет,
Кролевецкий район,
Сумская область,
Украина.
Код КОАТУУ — 5922681505. Население по переписи 2001 года составляло 37 человек .

## Географическое положение
Село Неровнино примыкает к селу Буйвалово и находится в 3-х км от города Кролевец.
По селу протекает пересыхающий ручей с запрудой.